# Cine de aventuras

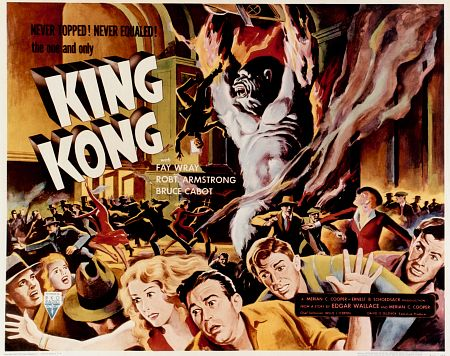
El cartel de la película King Kong

El cine de aventuras es un género cinematográfico que refleja un mundo heroico de combates y aventuras, y en el que suele predominar la acción y valores caballerescos. Fue inventado en Italia como medio de exaltación de su pasado histórico, para posteriormente ser usado en Rusia para la exaltación de la Revolución rusa. Títulos como Raiders of the Lost Ark, primera entrega de la saga sobre Indiana Jones, dieron gran auge al género en los años 1980, aunque nunca ha tenido problemas en el campo del cine a causa de su gran aclamación por parte del público.

## Algunas características del cine de aventuras
- Tratamiento intrascendente y seudodramático de los conflictos que plantea.
- Las escenas de mucha acción (batallas, persecuciones, etc.) siempre se filman en planos cortos.
- Personajes estereotipados y antiestéticos (un héroe fuerte y valeroso y un villano).
- Premisa: el bien siempre prevalece sobre el mal.
- Protagonistas que atraviesan obstáculos y que sufren una/s transformación/es a lo largo de la historia.
- La acción dramática ocurre alejada de los espacios cotidianos y transitados. Siempre en lugares poco usuales: selvas, desiertos, galaxias, etc.
- Frecuentemente la acción sucede en el pasado.
- Se le da más peso a la ambientación, vestuario y efectos especiales que al guion.